# 저우산 군도

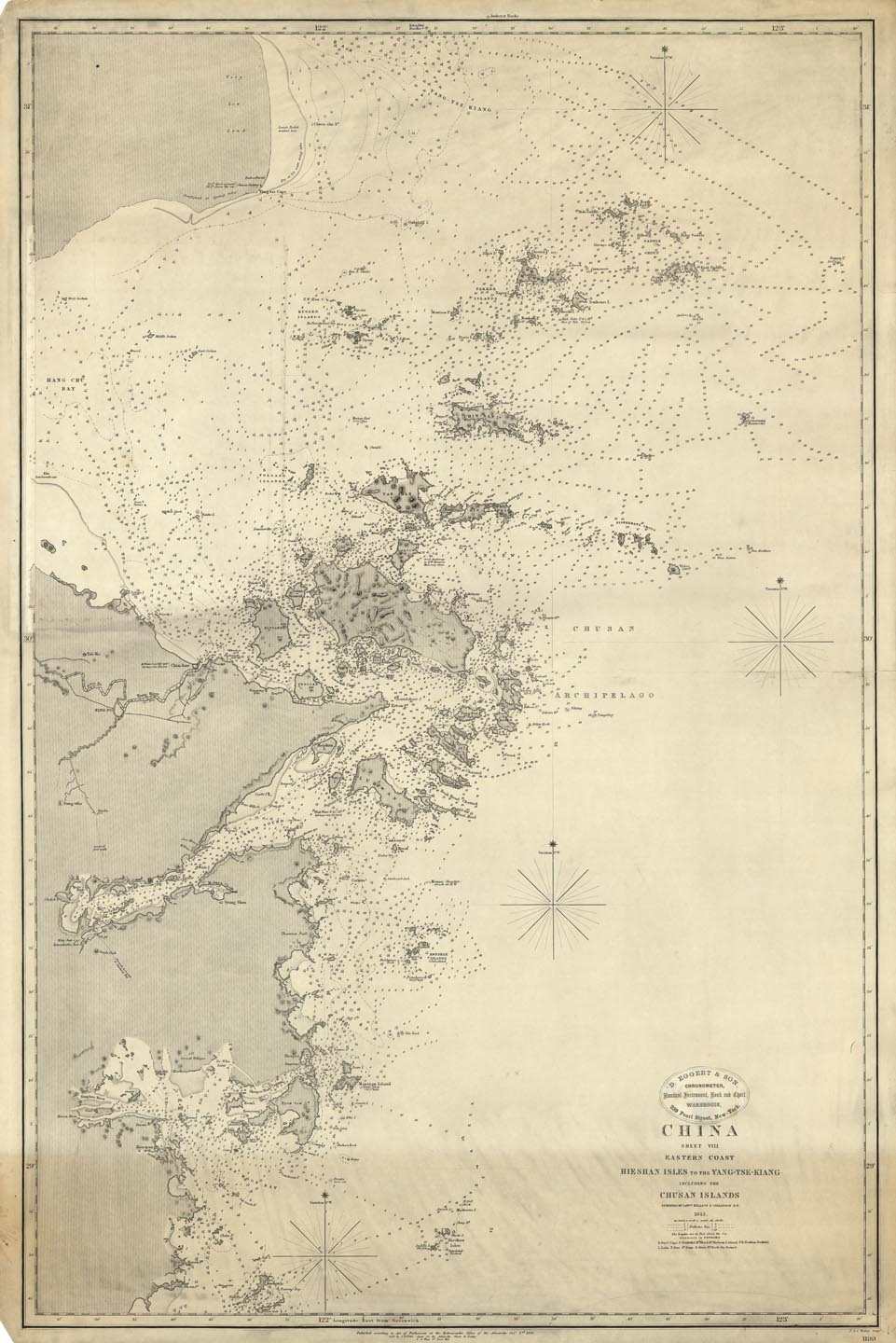
1843년 영국 왕립 해군에서 제작한 저우산 군도의 지도.

저우산 군도(중국어 간체자: 舟山群岛, 정체자: 舟山群島, 병음: Zhōushān qúndǎo)는 중화인민공화국 저장성의 동중국해 연안에 있는 군도로, 저장성 저우산시에 속해 있다. 항저우만 바깥쪽의 1339개의 크고 작은 섬들과 3306개의 암초로 구성되어 있으며, 총 수역은 22200 평방 킬로미터이고 그 중 육지의 면적은 1371 평방 킬로미터이며 이 중 183 평방 킬로미터가 만조 때 물에 잠긴다.
난하이 제도를 제외하고는 중국에서 가장 큰 군도이며, 큰 섬들은 대개 군도의 남쪽 부분에 모여있다. 그 중 103개의 섬에만 사람이 살고 58개가 1평방 킬로미터를 넘으며 15개 만이 인구가 만 명이 넘는다.
2006년 4월부터 중국 페이롱 전문 항공이 하얼빈 Z-9를 활용해 군도간의 항공 운행을 시작해 중국내 최초의 단거리 헬리콥터 영업 노선이 되었으며, 2013년 12월 중화인민공화국 국무원에서 상하이 자유무역구에 이어 추가로 저우산 군도를 저장 자유무역구로 지정하는 방안을 추진하기로 발표하여 대규모 화물의 저장 및 운송 등을 위한 자유무역항을 건설하기로 하였다.

## 주요 도서

### 성쓰현해역(성쓰 열도)
- 화냐오산(중국어 간체자: 花鸟山, 정체자: 花鳥山, 병음: Huāniǎo shān)
- 뤼화섬(중국어 간체자: 绿华岛, 정체자: 綠華島, 병음: Lǜhuá dǎo)
- 성산(중국어: 嵊山, 병음: Shèng shān)
- 거우치산(중국어: 枸杞山, 병음: Gǒuqǐ shān)
- 스자오산(중국어: 泗礁山, 병음: Sìjiāo shān)
- 다황룽섬(중국어 간체자: 大黄龙岛, 정체자: 大黃龍島, 병음: Dàhuánglóng dǎo)
- 다양산(중국어: 大洋山, 병음: Dàyáng shān)
- 샤오양산(중국어: 小洋山, 병음: Xiǎoyáng shān)

### 다이산현해역
- 취산섬(중국어 간체자: 衢山岛, 정체자: 衢山島, 병음: Qúshān dǎo)
- 수랑후섬(중국어 간체자: 鼠浪湖岛, 정체자: 鼠浪湖島, 병음: Shǔlànghú dǎo)
- 다위산(중국어 간체자: 大鱼山, 정체자: 大魚山, 병음: Dàyú shān)
- 다이산섬(중국어 간체자: 岱山岛, 정체자: 岱山島, 병음: Dàishān dǎo)
- 장난산(중국어: 江南山, 병음: Jiāngnán shān)
- 관산(중국어: 官山, 병음: Guān shān)
- 샤오창투산(중국어 간체자: 小长涂山, 정체자: 小長塗山, 병음: Xiǎochángtú shān)
- 다창투산(중국어 간체자: 大长涂山, 정체자: 大長塗山, 병음: Dàchángtú shān)
- 다시자이섬(중국어 간체자: 大西寨岛, 정체자: 大西寨島, 병음: Dàxīzhài dǎo)
- 슈산섬(중국어 간체자: 秀山岛, 정체자: 秀山島, 병음: Xiùshān dǎo)

### 딩하이구해역
- 저우산섬(중국어 간체자: 舟山岛, 정체자: 舟山島, 병음: Zhōushān dǎo)
- 창바이섬(중국어 간체자: 长白岛, 정체자: 長白島, 병음: Chángbái dǎo)
- 처즈섬(중국어 간체자: 册子岛, 정체자: 冊子島, 병음: Cèzi dǎo)
- 진탕산(중국어: 金塘山, 병음: Jīntáng shān)
- 다펑산(중국어 간체자: 大鹏山, 정체자: 大鵬山, 병음: Dàpéng shān)
- 다마오섬(중국어 간체자: 大猫岛, 정체자: 大猫島, 병음: Dàmāo dǎo)
- 판지(중국어 간체자: 盘峙, 정체자: 盤峙, 병음: Pánzhì)
- 아오산(중국어 간체자: 岙山, 정체자: 嶴山, 병음: Ào shān)
- 창지(중국어 간체자: 长峙, 정체자: 峙, 병음: Chángzhì)

### 푸퉈구해역
- 황싱섬(중국어 간체자: 黄兴岛, 정체자: 黃興島, 병음: Huángxīng dǎo)
- 먀오즈후섬(중국어 간체자: 庙子湖岛, 정체자: 廟子湖島, 병음: Miàozihú dǎo)
- 칭방섬(중국어 간체자: 青浜岛, 정체자: 靑浜島, 병음: Qīngbāng dǎo)
- 둥푸산(중국어 간체자: 东福山, 정체자: 東福山, 병음: Dōngfú shān)
- 샤오간섬(중국어 간체자: 小干岛, 정체자: 小干島, 병음: Xiǎogàn dǎo)
- 루자지(중국어 간체자: 鲁家峙, 정체자: 魯家峙, 병음: Lǔjiāzhì)
- 푸퉈산(중국어: 普陀山, 병음: Pǔtúo shān)
- 뤄자산(중국어: 洛迦山, 병음: Luòjiā shān)
- 후루섬(중국어 간체자: 葫芦岛, 정체자: 葫芦島, 병음: Húlu dǎo)
- 바이사산(중국어: 白沙山, 병음: Báishā shān)
- 주자젠섬(중국어 간체자: 朱家尖岛, 정체자: 朱家尖島, 병음: Zhūjiājiān dǎo)
- 덩부섬(중국어 간체자: 登步岛, 정체자: 登步島, 병음: Dēngbù dǎo)
- 마이섬(중국어 간체자: 蚂蚁岛, 정체자: 螞蟻島, 병음: Mǎyǐ dǎo)
- 타오화섬(중국어 간체자: 桃花岛, 정체자: 桃花島, 병음: Táohuā dǎo)
- 하지섬(중국어 간체자: 虾峙岛, 정체자: 蝦峙島, 병음: Xiāzhì dǎo)
- 류헝섬(중국어 간체자: 六横岛, 정체자: 六橫島, 병음: Liùhéng dǎo)
- 포두섬(중국어 간체자: 佛渡岛, 정체자: 葫芦島, 병음: Fódù dǎo)
- 위안산섬(중국어 간체자: 元山岛, 정체자: 元山島, 병음: Yuánshān dǎo)

### 닝보시해역
- 다셰섬(중국어 간체자: 大榭岛, 정체자: 大榭島, 병음: Dàxiè dǎo)
- 메이산섬(중국어 간체자: 梅山岛, 정체자: 梅山島, 병음: Méishān dǎo)

### 영해 기점
- 하이자오(중국어: 海礁, 병음: Hǎijiāo)
- 둥난자오(중국어 간체자: 东南礁, 정체자: 東南礁, 병음: dōngnánjiāo)
- 량슝디섬(중국어 간체자: 两兄弟岛, 정체자: 兩兄弟島, 병음: liăngxiōngdì dǎo)